# Massatge

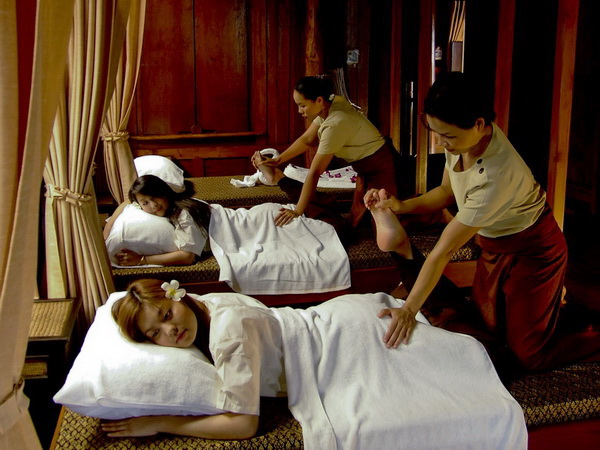
Massatge thai

El massatge és una forma d'estímul físic preferentment manual sobre l'organisme, que provoca reaccions biològiques, metabòliques, psicològiques i socials beneficioses. Hi ha unes quantes classes de massatges, des de la relaxació fins a l'afectiu o sensual, passant per l'específicament terapèutic (massoteràpia) i l'esportiu.

## Definició i història
La definició actual de massatge podria ser com "un mètode de valoració i de tractament manual mitjançant la combinació de moviments tècnics manuals o maniobres fetes de forma harmoniosa i metòdica, amb finalitats higiènico-preventives i/o terapèutiques, que quan es fa amb les mans permet valorar l'estat dels teixits tractats".
Històricament el fet de posar la mà i fregar o pressionar amb fermesa la zona adolorida és una reacció intuïtiva per alleugerir el dolor.
Una de les primeres mencions de massatge és de fa uns 4.000 anys a l'antiga Mesopotàmia en el llibre "Mushu´u" que vol dir massatge,
A l'Índia antiga el massatge es coneixia com a "Champooinig", que ha donat origen al xampú. A Grècia Hipòcrates de Cos (460-380 a C.) utilitzava el terme anatripsís, i masso, que significa amassar, o donar massatge. En llatí es va dir frictio, (fricció).